# Hystrix javanica
Hystrix javanica е вид бозайник от семейство Бодливи свинчета (Hystricidae).

## Разпространение
Видът е разпространен в Индонезия.